# Sergej Nikolaevič Bobochov
Sergej Nikolaevič Bobochov, in russo Сергей Николаевич Бобохов? (Saratov, 1858 – Ust'-Kara, 16 novembre 1889), è stato un rivoluzionario russo.

## Biografia
Nato nella famiglia nobile di un funzionario statale, Sergej Bobochov studiò nel ginnasio di Saratov, dove conobbe Stepan Širjaev, appartenente a un circolo rivoluzionario. Nel 1875 s'iscrisse alla Facoltà di veterinaria dell'Università di San Pietroburgo, partecipando alle proteste studentesche del settembre del 1876. Fu perciò espulso dall'Università e rimandato a Saratov.
A Saratov si unì al gruppo di Širjaev e fu arrestato il 25 gennaio 1877. Esiliato nella provincia di Archangel'sk, nel dicembre del 1878 fuggì con altri due compagni, ma pochi giorni dopo, il 14 dicembre, fu arrestato a Rodionov, villaggio della provincia di Cholmogorsk. Poiché aveva sparato, pur senza intenzione di colpire i gendarmi, il 12 marzo 1879 fu condannato a morte dalla Corte distrettuale militare di Arcangelsk. La pena gli fu commutata in 20 anni di lavori forzati e fu inviato nel campo di Ust'-Kara, nel Transbaikal.
Dopo dieci anni di detenzione, nel campo di lavoro avvenne l'episodio noto come «tragedia di Kara». Quando si seppe delle violenze subite dalla detenuta Nadežda Sigida, Bobochov, insieme ad altri 14 forzati si avvelenò per protesta e morì il 16 novembre 1889, lasciando un biglietto col quale invitata i compagni a resistere. Con lui morirono Nadežda Sigida, Маrija Kovalevskaja, Nadežda Smirnickaja, Marija Kaljužnaja e Ivan Каljužnyj.
Di lui è stato scritto che fu «un estremista anarchico in teoria e un estremista populista nella pratica».